# Малайзийский филармонический оркестр
Малайзийский филармонический оркестр (англ. Malaysian Philharmonic Orchestra - MPO, малайск. Orkestra Filharmonik Malaysia) — один из двух симфонических оркестров Малайзии.
Создан в 1997 году под художественным руководством голландского дирижёра Кииса Бакелса, работавшего ранее дирижёром Национального Центра Искусств в Оттаве. Дебютный концерт состоялся 17 августа 1998. В 2005—2008 гг. главным дирижёром оркестра был швейцарец Маттиас Бамерт, в 2008—2014 гг. — немецкий дирижёр Клаус Петер Флор, с 2014- бразилец Фабио Мечетти. Среди дирижёров-резидентов Уй Чин Си (Ooi Chean See), ученик Фолькера Вангенхайма, и филиппинец Герард Салонга.
В оркестре 105 музыкантов из 25 стран. Базируется в Филармоническом зале Петронас (864 места) в Куала-Лумпуре. В год проводит более 100 концертов. Выезжал на гастроли в Сингапур (1999, 2001, 2003, 2005, 2018), Японию (2001, 2009, 2017), Корею (2001), Австралию (2004), Китай (2006, 2019), Тайвань (2007), Вьетнам (2013).
С оркестром выступали такие всемирно признанные дирижёры, музыканты и певцы, как Лорин Маазель (1930—2014), Невилл Марринер (1924—2016), Иегуди Менухин (1916—1999), Джошуа Белл, Гарри Конник-мл., Хосе Каррерас, Андреа Бочелли, Кири Те Канава, Владимир Ашкенази, Крис Ботти, Брэнфорд Марсалис. Патроном оркестра является Сити Хасма Хаджи Мохд. Али, супруга бывшего премьер-министра Малайзии Махатхира Мохамада.
Записал 21 диск. С 2007 г. при нём функционирует Малайзийский молодёжный симфонический оркестр (дирижер Наохиса Фурусава).

## Главные дирижёры
- Кес Бакелс (1997—2005)
- Маттиас Бамерт (2005—2008)
- Клаус Петер Флор (2008—2014)
- Фабио Мечетти (2014-)